# Bahnstrecke Stolberg–Walheim
| Euregiobahn im Haltepunkt Stolberg-Rathaus |                                      |                                                                            |                                                                            |
| Bahnstrecke Stolberg–Sankt Vith |                                      |                                                                            |                                                                            |
| Streckennummer (DB): | 2572                                 |                                                                            |                                                                            |
| Streckennummer: | L 48 (Belgien)                       |                                                                            |                                                                            |
| Kursbuchstrecke (DB): | 482                                  |                                                                            |                                                                            |
| Kursbuchstrecke: | 247a (1946)                          |                                                                            |                                                                            |
| Streckenlänge: | bis Walh. Grenze: 17,27 km           |                                                                            |                                                                            |
| Spurweite: | 1435 mm (Normalspur)                 |                                                                            |                                                                            |
| Streckenklasse: | D4                                   |                                                                            |                                                                            |
| Stromsystem: | geplant bis Breinig: 15 kV 16,7 Hz ~ |                                                                            |                                                                            |
| Maximale Neigung: | 19,1 ‰                               |                                                                            |                                                                            |
| Minimaler Radius: | 180 m                                |                                                                            |                                                                            |
| Streckengeschwindigkeit: | 60 km/h                              |                                                                            |                                                                            |
| |                                      |                                                                            |                                                                            |
| \| \| \| Strecke von Köln \| \| \| \| 0,0 \| Stolberg (Rheinl) Gbf \| Stolberg (Rheinl) Gbf \| \| \| \| Strecke nach Aachen \| \| \| \| 0,2 \| Stolberg (Rheinl) Hbf Gl. 27 (Keilbahnhof) \| Stolberg (Rheinl) Hbf Gl. 27 (Keilbahnhof) \| \| \| \| Inde \| \| \| \| 0,9 \| Stolberg (Rheinl) Ss \| Stolberg (Rheinl) Ss \| \| \| \| ehem. Strecke nach Münsterbusch \| \| \| \| 0,9 \| Stolberg (Rheinl) Vegla (Anst) \| Stolberg (Rheinl) Vegla (Anst) \| \| \| 1,1 \| Stolberg Atsch \| Stolberg Atsch \| \| \| 1,2 \| Stolberg Schneidmühle \| Stolberg Schneidmühle \| \| \| \| \| \| \| \| 2,5 \| Stolberg Mühlener Bahnhof (ehem. Stolberg Mühle) \| Stolberg Mühlener Bahnhof (ehem. Stolberg Mühle) \| \| \| \| \| \| \| \| 3,1 \| Stolberg Kortumstraße \| Stolberg Kortumstraße \| \| \| 3,2 \| Stolberg Rathaus \| Stolberg Rathaus \| \| \| 3,7 \| Stolberg Altstadt (ehem. Stolberg Hammer) \| Stolberg Altstadt (ehem. Stolberg Hammer) \| \| \| \| Rüstbach-Viadukt \| \| \| \| 5,7 \| Stolberg (Rheinl) Zur Mühlen (Awanst) \| Stolberg (Rheinl) Zur Mühlen (Awanst) \| \| \| 5,9 \| Stolberg (Rheinl) Kalkwerke (Anst) \| Stolberg (Rheinl) Kalkwerke (Anst) \| \| \| 8,9 \| Breinig Saisonhalt (Südende PV) \| Breinig Saisonhalt (Südende PV) \| \| \| 10,6 \| Falkenbachviadukt \| Falkenbachviadukt \| \| \| \| \| \| \| \| 11,211,4 \| ab 1895 parallel zur Vennbahn (von Aachen), Übernahme ihrer Kilometrierung[3] \| ab 1895 parallel zur Vennbahn (von Aachen), Übernahme ihrer Kilometrierung[3] \| \| \| \| \| \| \| \| 11,7 \| Hahn \| Hahn \| \| \| \| \| \| \| \| 13,2 \| Walheim (b Aachen) \| Walheim (b Aachen) \| \| \| 15,1 \| Schmithof \| Schmithof \| \| \| \| \| \| \| \| 17,3 \| Walheim (Grenze) (Gp) Staatsgrenze Deutschland / Belgien \| Walheim (Grenze) (Gp) Staatsgrenze Deutschland / Belgien \| \| \| \| \| \| \| \| \| \| \| \| \| \| nach St. Vith (L 48) und Welkenraedt (L 49) \| \| \| \| \| \| \| \| Quellen: [4][5] \| \| \| \| |                                      |                                                                            |                                                                            |
| |                                      | Strecke von Köln                                                           |                                                                            |
| Dienststation / Betriebs- oder Güterbahnhof | 0,0                                  | Stolberg (Rheinl) Gbf                                                      | Stolberg (Rheinl) Gbf                                                      |
| Abzweig geradeaus und nach rechts |                                      | Strecke nach Aachen                                                        | Strecke nach Aachen                                                        |
| Haltepunkt / Haltestelle | 0,2                                  | Stolberg (Rheinl) Hbf Gl. 27 (Keilbahnhof)                                 | Stolberg (Rheinl) Hbf Gl. 27 (Keilbahnhof)                                 |
| Brücke über Wasserlauf |                                      | Inde                                                                       | Inde                                                                       |
| ehemalige Blockstelle | 0,9                                  | Stolberg (Rheinl) Ss                                                       | Stolberg (Rheinl) Ss                                                       |
| Abzweig geradeaus und ehemals nach rechts |                                      | ehem. Strecke nach Münsterbusch                                            | ehem. Strecke nach Münsterbusch                                            |
| Blockstelle | 0,9                                  | Stolberg (Rheinl) Vegla (Anst)                                             | Stolberg (Rheinl) Vegla (Anst)                                             |
| ehemaliger Haltepunkt / Haltestelle | 1,1                                  | Stolberg Atsch                                                             | Stolberg Atsch                                                             |
| Haltepunkt / Haltestelle | 1,2                                  | Stolberg Schneidmühle                                                      | Stolberg Schneidmühle                                                      |
| |                                      |                                                                            |                                                                            |
| Haltepunkt / Haltestelle, ehemals Bahnhof | 2,5                                  | Stolberg Mühlener Bahnhof (ehem. Stolberg Mühle)                           | Stolberg Mühlener Bahnhof (ehem. Stolberg Mühle)                           |
| |                                      |                                                                            |                                                                            |
| ehemaliger Haltepunkt / Haltestelle | 3,1                                  | Stolberg Kortumstraße                                                      | Stolberg Kortumstraße                                                      |
| Haltepunkt / Haltestelle | 3,2                                  | Stolberg Rathaus                                                           | Stolberg Rathaus                                                           |
| Bahnhof | 3,7                                  | Stolberg Altstadt (ehem. Stolberg Hammer)                                  | Stolberg Altstadt (ehem. Stolberg Hammer)                                  |
| Brücke |                                      | Rüstbach-Viadukt                                                           | Rüstbach-Viadukt                                                           |
| ehemalige Blockstelle | 5,7                                  | Stolberg (Rheinl) Zur Mühlen (Awanst)                                      | Stolberg (Rheinl) Zur Mühlen (Awanst)                                      |
| ehemalige Blockstelle | 5,9                                  | Stolberg (Rheinl) Kalkwerke (Anst)                                         | Stolberg (Rheinl) Kalkwerke (Anst)                                         |
| Haltepunkt / Haltestelle, ehemals Bahnhof | 8,9                                  | Breinig Saisonhalt (Südende PV)                                            | Breinig Saisonhalt (Südende PV)                                            |
| Brücke (Strecke außer Betrieb) | 10,6                                 | Falkenbachviadukt                                                          | Falkenbachviadukt                                                          |
| |                                      |                                                                            |                                                                            |
| | 11,211,4                             | ab 1895 parallel zur Vennbahn (von Aachen), Übernahme ihrer Kilometrierung | ab 1895 parallel zur Vennbahn (von Aachen), Übernahme ihrer Kilometrierung |
| |                                      |                                                                            |                                                                            |
| Haltepunkt / Haltestelle Streckenende | 11,7                                 | Hahn                                                                       | Hahn                                                                       |
| |                                      |                                                                            |                                                                            |
| ehemaliger Bahnhof | 13,2                                 | Walheim (b Aachen)                                                         | Walheim (b Aachen)                                                         |
| ehemaliger Haltepunkt / Haltestelle | 15,1                                 | Schmithof                                                                  | Schmithof                                                                  |
| |                                      |                                                                            |                                                                            |
| Grenze | 17,3                                 | Walheim (Grenze) (Gp) Staatsgrenze Deutschland / Belgien                   | Walheim (Grenze) (Gp) Staatsgrenze Deutschland / Belgien                   |
| |                                      |                                                                            |                                                                            |
| |                                      |                                                                            |                                                                            |
| |                                      | nach St. Vith (L 48) und Welkenraedt (L 49)                                |                                                                            |
| |                                      |                                                                            |                                                                            |
| Quellen: |                                      |                                                                            |                                                                            |

Die Bahnstrecke Stolberg–Walheim, ist heute eine 17 km lange Nebenbahn und im Bereich von Stolberg aufgrund der Lage zum Vichtbach auch Stolberger Talbahn genannt, soll wieder die Stadt Stolberg (Rheinland) in der Städteregion Aachen mit dem heutigen Aachener Stadtteil Walheim verbinden. Sie befindet sich seit 2000 im Besitz der EVS Euregio Verkehrsschienennetz. Auf dieser Strecke führt die DB Regio mit der Euregiobahn auf dem Abschnitt Stolberg (Rheinl) Hbf – Stolberg-Altstadt einen fahrplanmäßigen Personenverkehr durch. Güterverkehr findet auf der Strecke zwischen dem Gewerbegebiet Rüst und Stolberg Hbf statt.

## Geschichte

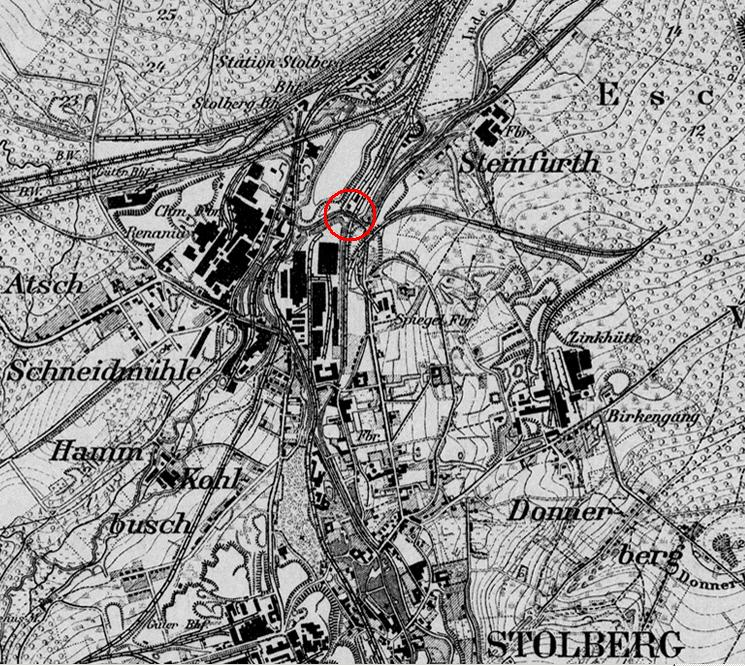
Rheinischer Bahnhof Velau mit Anschluss der Spiegelmanufaktur Stolberg

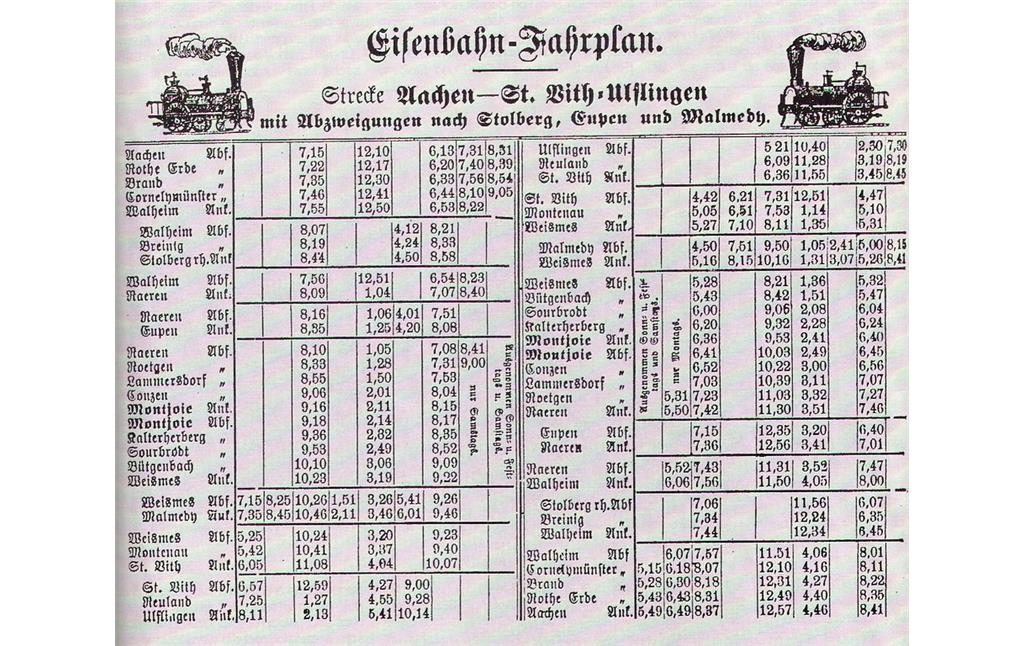
Fahrplan um 1890 in historischer 12-Stunden-Zählung, Umsteigen nach Eupen bzw. Stolberg

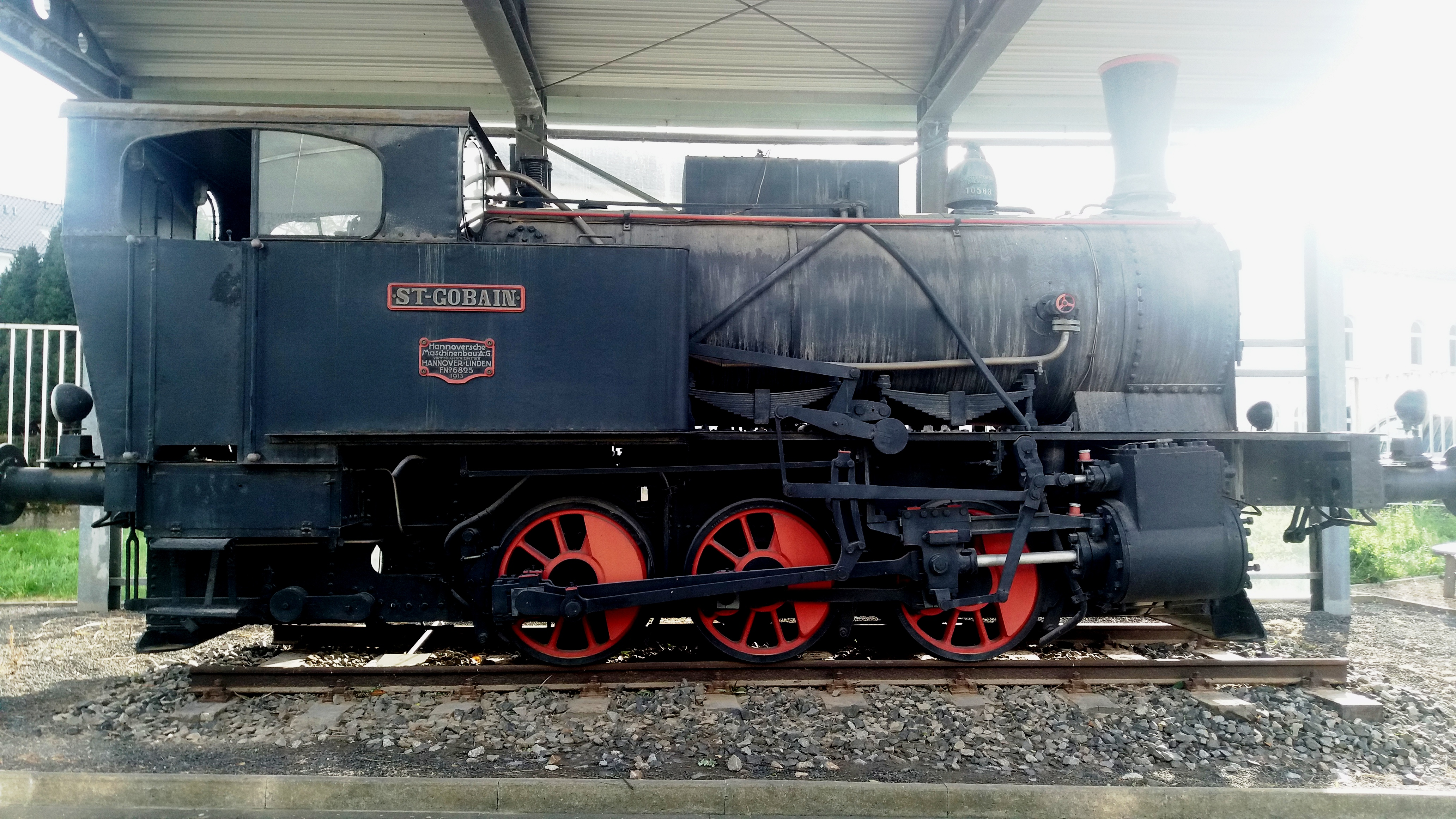
Dampflokomotive Hanomag 6825, Baujahr 1913

### Eröffnung und Ausbau (1867–1914)
Für den Bau der Bahnstrecke Stolberg – Stolberg Spiegelmanufaktur kooperierte die Rheinische Eisenbahn-Gesellschaft aufgrund finanzieller Risiken mit dem Stolberger Etablissement der Spiegel Manufacturen von Saint-Gobain, Chauny und Cirey. Diese kaufte 1863 die Spiegelmanufaktur Stolberg und begann mit dem Bau eines neuen Werkes am heutigen Standort im Schnorrenfeld an der Einmündung des Vichtbachs in die Inde. Hier entstand 1866 die erste Gussglashalle Deutschlands. Am 11. Dezember 1867 eröffnete die Rheinische Eisenbahn-Gesellschaft die Bahnstrecke Stolberg–Stolberg-Spiegelmanufaktur mit 1,4 Kilometern Länge nur für den Güterverkehr, parallel zur Eschweilerstraße über den Bahnhof Velau.
Der weitere Ausbau wurde nach anfänglicher Bevorzugung einer Trasse rechts des Vichtbachs 1877 links des Bachs umgesetzt. Der daraus resultierende Werkbahnanschluss der Spiegelmanufaktur an der Eisenbahnstraße ist nicht mehr vorhanden und liegt heute an der Münsterbachstraße. Bis in die 1990er Jahre wurde der Betrieb mit eigenen Lokomotiven abgewickelt, seitdem kommt der ältere Zweiwege-Unimog eines Subunternehmers zum Einsatz. Ein Glaszug mit einer Diesellok (Deutz 46385, Baujahr 1947) steht als Denkmallok am Museum Zinkhütter Hof. Als rollfähiges Denkmal steht eine Dampflokomotive (Hanomag 6825, Baujahr 1913) noch heute auf dem Werksgelände.
Im Jahr 1880 wurde die Talbahnstrecke über den Schleicherschen Besitz fortgeführt, nachdem weitere Grundstücksfragen mit der Firma ausgeräumt worden waren. Im Jahr 1880 wurde die Strecke Stolberg – Stolberg Spiegelmanufaktur verstaatlicht und 1881 die Fortsetzung der Bahnstrecke bis zum vorgesehenen Ende am Binsfeldhammer fertiggestellt.

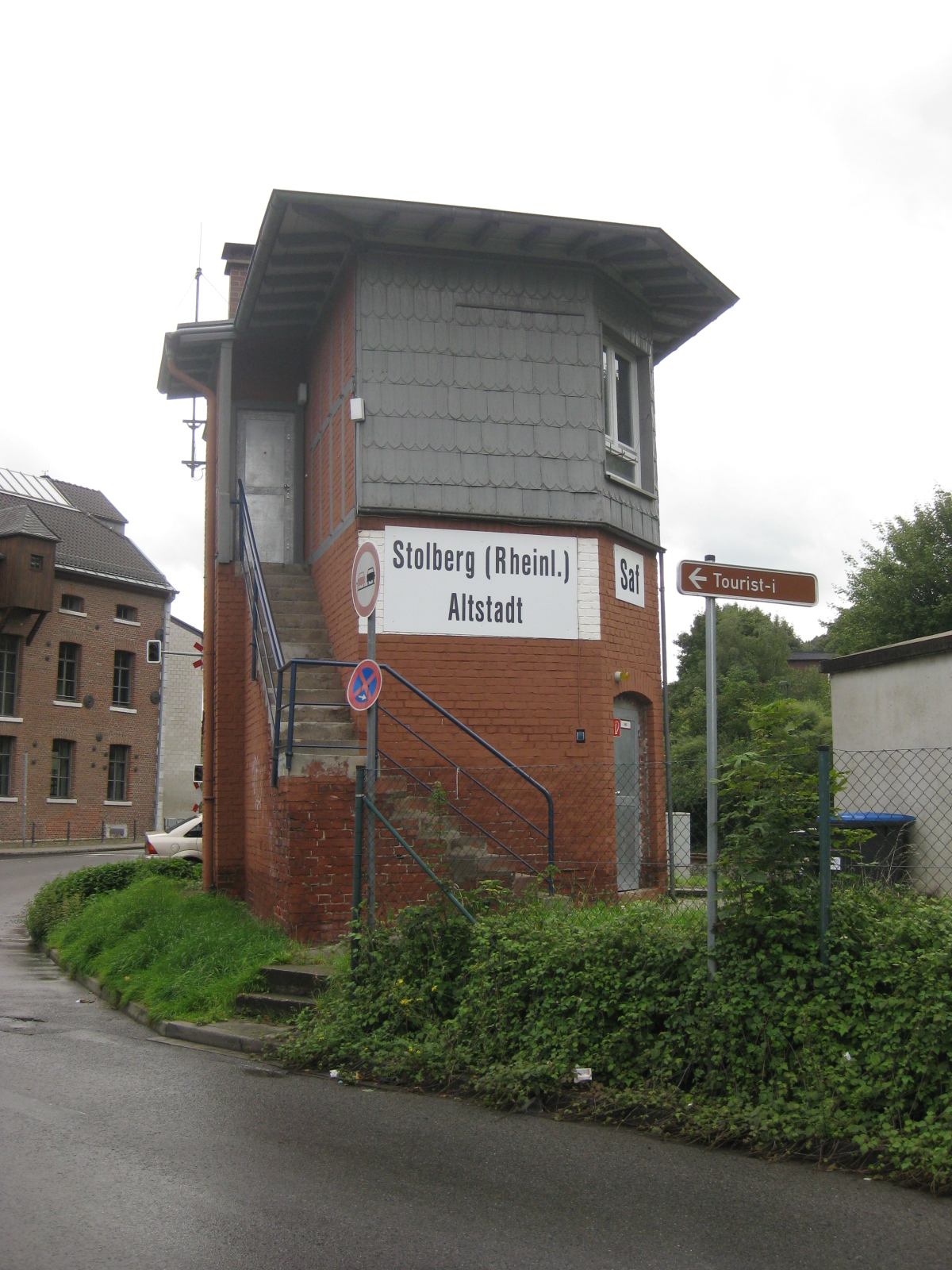
Fahrdienstleiterstellwerk Saf des Bahnhofs Stolberg Altstadt (inzwischen abgerissen)

Am 15. September 1881 erfolgte von der Preußischen Staatseisenbahn ein zweigleisiger Ausbau bis Stolberg-Hammer und am 21. Dezember 1889 die eingleisige Verlängerung bis zum Abzweig Hahn (11 Kilometer), wo sie mit der am 1. Juli 1885 eingerichteten Vennbahn von Aachen-Rothe Erde in Hahn zusammentraf. 1887 wurde die auf Höhe der Spiegelmanufaktur abzweigende Bahnstrecke Stolberg–Münsterbusch Richtung Münsterbusch gebaut. In den 1980er Jahren wurde diese Strecke wieder abgebaut und teilweise in einen Wanderweg umgewandelt.
Am 4. November 1889 übernahmen die Preußischen Staatseisenbahnen die Strecke ebenso wie die mit ihr am Abzweig Hahn verbundene Vennbahn. Die Strecken dienten in erster Linie dem Transport von Kohle aus dem Westen des Deutschen Reiches Richtung Luxemburg und von Eisenerz in der Gegenrichtung sowie dem Kalk aus den Kalkofenanlagen Walheim/Kornelimünster. Weiterhin erschlossen die Strecken die strukturschwachen Wirtschaftsräume von Westeifel und Hohem Venn, indem sie den dort lebenden Menschen eine Reisemöglichkeit zu den Arbeitsplätzen im Aachener Revier bot.
Folgende Streckenabschnitte wurden in Betrieb genommen:
- Stolberg – Hahn: 15. September 1881
- Hahn – Monschau: 30. Juni 1885
- Monschau – Weismes: 1. Dezember 1885
- Weismes – Sankt Vith: 20. November 1887

Der angebundene Ort Breinig erhielt ein Bahnhofsgebäude, und weitere Betriebe entlang der Trasse wurden mit eigenen Anschlussgleisen angebunden. Ein Ministerialerlass vom 12. Mai 1894 genehmigte die Verlängerung der Strecke von Hahn bis zum Bahnhof Walheim, die am 6. Juli 1895 eröffnet wurde. Die Abzweigstelle Hahn wurde im Zuge dieser Verlängerung abgebaut, vom bisherigen Abzweig verlief die Strecke nun eingleisig parallel und betrieblich unabhängig von der in diesem Bereich ebenfalls eingleisigen Vennbahn bis Walheim. Durch diese Maßnahme wurde die Sicherheit und die Leistungsfähigkeit beider Strecken verbessert. Zwischen 1907 und 1909 erfolgte der zweigleisige Ausbau der Strecke, wobei neben die Viadukte Rüst und Schlausermühle jeweils eine zweite baugleiche Konstruktion angefügt wurde. Zwischen Hahn und Walheim verlief die nun zweigleisige Strecke weiterhin auf einer gemeinsamen Trasse, aber betrieblich unabhängig, parallel zur eingleisigen Vennbahn. Am 1. Oktober 1909 wurde das zweite Gleis schließlich in Betrieb genommen und die Strecke zur Hauptbahn hochgestuft.

### Militärische Bedeutung (1914–1945)
Im Ersten Weltkrieg wurde die Strecke für zahlreiche Militärtransporte nach Frankreich genutzt. Während der Mobilmachung wurde der zivile Verkehr vorübergehend komplett eingestellt, im weiteren Verlauf des Krieges zugunsten militärischer Transporte stark eingeschränkt. Nach Kriegsende wurde die Strecke auch für den Rücktransport der Truppen und die Rückführung von Kriegsgefangenen genutzt.
In den 1920er Jahren wurde die Strecke intensiv für Koks- und Erztransporte genutzt, die als Reparationsleistungen an die Siegermächte gingen. Die Reparationsleistungen sollten einen möglichst großen Teil der Fahrstrecke auf eigenen Strecken der Siegermächte zurücklegen und wurden daher zu großen Teilen über Stolberg und die Vennbahn geführt, die hinter Walheim nun vollständig in belgischem Besitz war, statt topografisch günstigere Routen zu nehmen. Um die deutsche Angriffsfähigkeit durch Minderung der Leistungsfähigkeit strategisch wichtiger Bahnstrecken zu schwächen, musste 1924 auf Verlangen der Siegermächte das zweite Streckengleis zwischen Stolberg-Hammer und Walheim wieder demontiert werden. Aufgrund des Versailler Vertrags musste das Deutsche Reich die seit 1815 preußischen Kreise Eupen und Malmedy am 10. Januar 1920 an Belgien abtreten. Die Strecke wechselte durch die neue Grenzziehung in ihrem Verlauf nun mehrfach zwischen dem deutschen Reichsgebiet und Belgien. Belgien forderte, die Vennbahn unter belgische Verwaltung zu stellen, da sie für die Städte Malmedy und Eupen von besonderer wirtschaftlicher Bedeutung sei, und konnte sich durchsetzen. Am 27. März 1920 wurde von einer Grenzfeststellungskommission, der Vertreter Frankreichs, Englands, Italiens und Japans angehörten, festgelegt, dass der belgische Staat Eigentümer der Eisenbahnstrecke mitsamt ihren Bahnhöfen zwischen Raeren und Kalterherberg (dessen Bahnhof heute im belgischen Ort Leykaul liegt) sein sollte. Ab Raeren wurde die Bahnstrecke belgisches Hoheitsgebiet. Den Betrieb führte seit dem 1. November 1921 die belgische Staatsbahn NMBS/SNCB durch.
Nach der Machtübernahme der Nationalsozialisten wurde die Strecke häufig von Verfolgten des Regimes benutzt, um in die Nähe der deutsch-belgischen Grenze zu gelangen und aus Deutschland zu flüchten. Von 1938 bis 1939 erfolgte der Bau des Westwalls, wofür große Mengen an Baustoffen von Stolberg über diese Strecke zu den Zielbahnhöfen an der Vennbahn befördert wurden.
Im Zweiten Weltkrieg spielte die Strecke nur eine geringe Rolle bei der Mobilmachung. Im September 1939 wurde im Bahnhof Breinig die gesamte Ausrüstung der 225. Infanterie-Division der Wehrmacht ausgeladen. Die Division blieb bis zum Überfall auf Belgien und Frankreich im April und Mai 1940 in Breinig. Da die belgischen Truppen den Göhltalviadukt auf der Montzenroute und die Hammerbrücke bei Hergenrath auf der Bahnstrecke Liège–Aachen gesprengt hatten, wurden Transporte zur Truppenversorgung bis zur Wiederherstellung der Brücken u. a. über diese Strecke geleitet. Ferner diente die Strecke als Ausweichroute nach schweren Luftangriffen auf Aachen, bei denen die Eisenbahninfrastruktur beschädigt wurde. Während die Strecke in den ersten Kriegsjahren weitgehend verschont blieb, sprengten die sich zurückziehenden deutschen Truppen am 11. September 1944 die Viadukte Schlausermühle und Rüst, um den Vormarsch der Alliierten zu verlangsamen.
Zwischen dem 12. und dem 22. September 1944 nahmen die US-amerikanischen Streitkräfte die Strecke ein, lediglich der Stolberger Hauptbahnhof blieb bis Ende Oktober noch in deutscher Hand. Zwar planten die Amerikaner bereits frühzeitig, die Strecke zur Versorgung ihrer Truppen wieder befahrbar zu machen, jedoch wurde das Vorhaben durch die Ardennenoffensive der Deutschen zunächst verzögert. Im Januar 1945 wurden die gesprengten Viadukte mit provisorischen Konstruktionen aus Eisenträgern und Holzpfeilern wieder ertüchtigt und am 8. Februar nahm das US Transportation Corps der US-amerikanischen Armee die Strecke zwischen Walheim und Stolberg in Betrieb. Im Sommer 1945 wurde schließlich auch der zivile Personenverkehr auf der Strecke unter deutscher Leitung wieder aufgenommen.

### Nachkriegszeit und Nutzung durch die NATO (1945–1991)
Nach Kriegsende fand zunächst Personenverkehr zwischen Stolberg und Schmithof statt, es gab jedoch kein Angebot über die Grenze nach Belgien und darüber hinaus zu den weiter südlich gelegenen belgischen Bahnhöfen der Vennbahn in den deutschen Ortschaften. Die Fahrgäste nach Schmithof nutzten die Verbindung häufig zum Kaffeeschmuggel, bis die Kaffeesteuer im Sommer 1953 gesenkt wurde. Die Züge bestanden oft aus Loks der Baureihe 74 und drei bis vier zweiachsigen Waggons, die von Walheim nach Schmithof mangels Umfahrmöglichkeiten am Haltepunkt Schmithof von der Lok geschoben wurden. Ab Mitte der 1950er Jahre kam es zum Einsatz von Uerdinger Schienenbussen der Baureihe VT 95 vom Bahnbetriebswerk Stolberg. Die von ihnen gebildeten Züge fuhren Teilweise von Aachen nach Stolberg und weiter nach Walheim oder von Walheim über Stolberg nach Jülich, es gab aber auch vereinzelte Fahrten nur zwischen Walheim und Breinig.
Der Ausbau des Straßennetzes und die dadurch zunehmende Attraktivität der Busverbindungen sowie die steigende Motorisierung der Bevölkerung führten in den 1950er Jahren zu einem sinkenden Bedarf für einen Eisenbahnverkehr über die Vennbahn. Mit dem Festschreiben der Grenze zwischen Deutschland und Belgien 1956 vereinbarten die Regierungen, dass es auf der Vennbahn keinen planmäßigen Personenverkehr zwischen den Ländern mehr geben wird. Dadurch wurde die Strecke von Stolberg nach Walheim im Personenverkehr endgültig zur unrentablen Stichstrecke. Durch die Schließung des Kalkwerks in Walheim im Jahr 1959 sank auch das Güteraufkommen stark. Zwar wurde im selben Jahr noch der Viadukt Schlausermühle saniert, jedoch entschied man sich aus Kostengründen für eine Ertüchtigung der Behelfskonstruktion statt einer Wiederherstellung der gemauerten Bögen. Am 29. Mai 1960 wurde der Personenverkehr nach Schmithof eingestellt und im Sommerfahrplan 1960 existierte nur noch ein werktägliches Zugpaar zwischen Stolberg und Walheim. Im selben Jahr wurde das Gleis der Vennbahn (nach Aachen) zwischen Walheim und Hahn abgebaut, so dass der wenige verbleibende Verkehr bis Hahn, wo wieder über eine Weiche auf die Vennbahn gewechselt werden konnte, über die Strecke Stolberg–Walheim rollte. Zum Jahreswechsel 1961/62 erfolgte schließlich auch die Einstellung des verbliebenen Zugpaares zwischen Stolberg und Walheim. Der Reisezugverkehr beschränkte sich in der Folge auf gelegentliche Sonderzüge, die über diese Strecke von und zur Vennbahn fuhren. Eine Ausnahme bildete der Umleitungsverkehr im Zuge der Elektrifizierung der Hauptstrecke Köln–Aachen. Für diese musste der Nirmer Tunnel an der Hauptstrecke aufgeschlitzt werden, weshalb dort nur ein eingleisiger Verkehr möglich war. Nach Erdrutschen an der Baustelle war die Hauptstrecke im Sommer 1965 sogar für zwei Wochen komplett gesperrt und die Strecke Stolberg–Walheim war die einzige Möglichkeit, Züge von Köln nach Belgien ohne längere Umwege umzuleiten, wobei jedoch der Halt in der Großstadt Aachen entfallen musste.
Der Güterverkehr zwischen Deutschland und Belgien wurde in der Nachkriegszeit hauptsächlich über Montzenroute und Wesertalstrecke abgewickelt. Da an beiden Strecken Tunnel zu durchfahren waren, spielte die Strecke Stolberg–Walheim jedoch speziell bei Transporten mit Lademaßüberschreitung (Lü-Sendungen) weiterhin eine Rolle im Güterverkehr sowie als Güterumgehungsbahn. Diese wurden über Stolberg, Walheim, Raeren und Eupen nach Welkenraedt bzw. Montzen-Gare geleitet, wodurch der für Lü-Sendungen ungeeignete Buschtunnel an der Wesertalstrecke sowie der Nirmer Tunnel an der Strecke Köln–Aachen umfahren werden konnten. Da zu diesen Sendungen insbesondere auch Panzertransporte der NATO gehörten, blieb die Strecke strategisch bedeutsam und ihr Unterhalt wurde sogar von der NATO mitfinanziert.
Nachdem der Abschnitt Raeren – Sourbrodt 1990 an den Rat der Deutschsprachigen Gemeinschaft Belgiens (DG) übergegangen war, wurde die Vennbahn verstärkt für den Tourismusverkehr genutzt. Die Strecke Stolberg–Walheim als letzte Zugangsmöglichkeit zur Vennbahn von Deutschland aus gewann somit wieder ein wenig an Bedeutung im Reisezugverkehr. Am 2. Juni 1990 fand die Eröffnungsfahrt zur Aufnahme des touristischen Verkehrs von Eupen über Raeren und Weywertz nach Büllingen statt. Für die Feierlichkeiten verkehrte von Köln auch ein Zug aus der 218 148 und Rheingold-Waggons über Stolberg und Walheim bis nach Kalterherberg an der Vennbahn.
Auch nach dem Ende des Kalten Krieges blieb die Strecke für die NATO strategisch relevant, weshalb der Bundesverkehrsminister am 12. April 1991 der Deutschen Bundesbahn auferlegte, die Strecke weiterhin betriebsfähig zu erhalten. Die NATO beteiligte sich an den Kosten. Die letzte größere militärische Nutzung der Strecke erfolgte jedoch bereits im Januar und Februar 1991 bei Transporten von Kriegsgerät der United States Army von deren deutschen Standorten zu den belgischen Häfen für die weitere Verschiffung im Zuge des Zweiten Golfkriegs. Jedoch wurde ebenfalls 1991 der Umbau des Gemmenicher Tunnels an der Montzenroute abgeschlossen, der dabei für Fahrten mit Lademaßüberschreitung durch den Einbau eines dritten Gleises in der Mitte des Tunnelprofils ertüchtigt wurde, so dass die Strecke nicht mehr für Lü-Sendungen genutzt wurde. Der planmäßige Güterzugverkehr auf dem Abschnitt Stolberg-Hammer – Walheim wurde daher wegen zu geringer Auslastung und zu hohen Unterhaltskosten für die beiden Viadukte am 31. Mai 1991 eingestellt. Es blieb noch regelmäßiger Güterverkehr zwischen Stolberg-Hammer und dem Anschluss Zur Mühlen für einen seit 1979 auf dem ehemaligen Gelände der Westdeutschen Kalkwerke ansässigen Bahnschotter-Recyclingbetrieb. Dennoch wurde die Strecke aus militärstrategischen Gründen betriebsfähig erhalten.

### Touristische Nutzung (1993–2004)

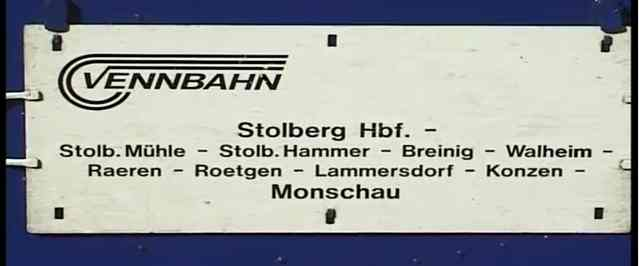
Zugfahrt 1998 auf der Teilstrecke Stolberg–Walheim und einem Teilstück der Vennbahn

Auch auf deutscher Seite gründete sich Anfang der 1990er Jahre in Stolberg ein Vennbahn-Verein, der die Strecke von Stolberg nach Walheim und weiter nach Belgien für touristische Zwecke nutzen wollte. Der Vennbahn e. V. schloss im Oktober 1993 einen Überlassungsvertrag mit der Deutschen Bundesbahn für die Strecke von Stolberg über Walheim bis zur deutsch-belgischen Grenze. Während der Feierlichkeiten zum 150-jährigen Jubiläum der Verbindung von Köln über Aachen nach Belgien am 16. und 17. Oktober 1993 fanden auch mit Dampf- und Dieselloks bespannte Sonderzugfahrten des belgischen Vennbahnvereins über die Strecke Stolberg–Walheim statt. Seit dem 30. April 1994 fanden für etwa zehn Jahre touristische Fahrten des deutschen Vennbahn e. V. auf dieser Strecke und auf der anschließenden Vennbahn von Stolberg über Walheim und Raeren bis Monschau statt. Hierfür beschaffte der Verein von den Österreichischen Bundesbahnen einen zweimotorigen Uerdinger Schienenbus sowie jeweils einen passenden Bei- und Steuerwagen, die eine blau-weiße Lackierung erhielten. Am Eröffnungstag musste wegen Verzögerungen jedoch auf Fahrzeuge der Dürener Kreisbahn zurückgegriffen werden. In Breinig wurde für den Tourismusverkehr ein neuer Bahnsteig angelegt und in Walheim der vorhandene Bahnsteig saniert. Weitere Sonderfahrten wurden beispielsweise mit der Baureihe V 200.0, einem TEE-Triebzug der Baureihe VT 11.5 und einer Dampflok der Baureihe 52 durchgeführt.
Mitte der 1990er Jahre verlor die NATO ihr strategisches Interesse an der Strecke und stellte ihre Beteiligung an der Finanzierung des Streckenunterhalts ein, was zu einer Verschlechterung des Zustands führte, so dass über längere Abschnitte nicht schneller als 10 km/h gefahren werden konnte. Durch die längeren Fahrzeiten nach Monschau büßte die touristische Verbindung des Vennbahn e. V. an Attraktivität ein und beschränkte sich ab 1998 auf einzelne Feiertage statt wöchentlichen Verkehr. Der 25. Oktober 1998 markiert das Ende des planmäßigen touristischen Verkehrs des Vereins.

### Reaktivierung des Personenverkehrs und weitere Entwicklung (ab 1996)
Schon im Oktober 1996 fuhr erstmals ein Talent-Triebwagen der Aachener Waggonfabrik Talbot zu Werbezwecken von Stolberg Hauptbahnhof bis Stolberg-Hammer und zurück, jedoch existierten damals noch keine Pläne für einen regelmäßigen ÖPNV auf der Strecke. Am 1. September 1999 vereinbarte die Deutsche Bahn mit der EVS deren Übernahme der Strecke sowie des Abschnitts Walheim – Grenze. Am 1. November 2000 wurde die Strecke an die EVS übergeben, die gemeinsam mit Deutscher Bahn und Aachener Verkehrsverbund das Konzept für die Euregiobahn erarbeitete. In der Folge entstanden die neuen Haltepunkte Stolberg Schneidmühle, Stolberg Mühlener Bahnhof (im Bereich des ehemaligen Bahnhofs Stolberg (Rheinl) Mühle), Stolberg Rathaus sowie Stolberg Altstadt (im Bahnhof Stolberg-Hammer). Am 10. Juni 2001 nahm die Euregiobahn den planmäßigen Verkehr in der ersten Ausbaustufe mit Talent-Triebwagen vom Bahnhof Heerlen in den Niederlanden über Aachen Hauptbahnhof und Stolberg Hauptbahnhof nach Stolberg Altstadt auf. Die EVS und die DG fasste sogar eine Einführung von regelmäßigem Personenverkehrs bis nach Eupen ins Auge, wofür am 16. September 2001 zu Werbezwecken eine Sonderfahrt mit 644 027 und geladenen Gästen von Stolberg Altstadt über Walheim nach Eupen und zurück durchgeführt wurde, nachdem zwei Tage zuvor bereits eine Probefahrt stattfand. Kürzungen der Bundes- und Landesmittel für den öffentlichen Personennahverkehr sowie die hohen Kosten für die notwendige Sanierung der Viadukte Rüst und Schlausermühle (letzterer wurde bereits kurz nach der Sonderfahrt für den Zugverkehr gesperrt) verhinderten jedoch eine Realisierung der Pläne. Der Bahnhof Breinig wird jedoch seit 2001 mindestens einmal im Jahr von Sonderfahrten durch Euregiobahn-Triebwagen angefahren.
Im Güterverkehr finden seit Januar 2000 Transporte von Kupfer-Walzplatten für das Unternehmen Schwermetall Halbzeugwerk zum Anschluss Zur Mühlen statt, der heute innerhalb der Grenzen des Bahnhofs Stolberg Altstadt liegt. Die werktäglichen Schotterzüge zum Anschluss Zur Mühlen verkehrten noch bis Mitte 2005, als die Recyclingfirma an den Stolberger Hauptbahnhof umzog.
Die Strecke zwischen Breinig und Walheim wuchs in den 2000er Jahren immer weiter zu, bis die Mitglieder des Vereins Eisenbahnfreunde Grenzland 2008 den Bahnhof Walheim und 2010 auch die Strecke von Walheim bis Breinig freischnitten. Zwischen November 2010 und Februar 2011 erhielt ein Pfeiler des Viadukts Rüst außerdem eine Betoneinfassung. Am 4. Mai 2011 fuhr im Auftrag der EVS ein Zweiwege-Unimog auf der Strecke von Walheim bis zum Viadukt Schlausermühle und verspritzte ein Mittel zur Unkrauteindämmung, damit die Strecke zunächst gegen erneutes Zuwachsen gesichert ist.

## Heutige Nutzung

Eisenbahnen im deutsch-belgischen Grenzland heute

Im Personenverkehr fährt auf dem kleinen Abschnitt zwischen Stolberg Hauptbahnhof und Stolberg Altstadt fahrplanmäßig die Euregiobahn, die von DB Regio mit Talent-Triebwagen und im Auftrag des Aachener Verkehrsverbunds betrieben wird. Die Linie verbindet Stolberg umsteigefrei mit Aachen, Herzogenrath und Alsdorf. Im Stolberger Hauptbahnhof werden die von Aachen kommenden Züge geflügelt und ein Teil fährt über die Eschweiler Talbahnstrecke nach Eschweiler sowie weiter nach Langerwehe und Düren, während der andere Stolberg Altstadt ansteuert.
Außerdem verkehren weiterhin regelmäßig Güterzüge zwischen Stolberg (Rheinl) Gbf und dem Anschluss der Bleihütte Binsfeldhammer im Bahnhof Stolberg Altstadt sowie Transporte für das Unternehmen Schwermetall Halbzeugwerk, die über den Gleisanschluss Zur Mühlen in das dortige Gelände des ehemaligen Kalkwerkes fahren. Dort werden die Kupferbrammen für Schwermetall Halbzeugwerk auf Lkw umgeladen und anschließend über Vicht-Dreieck nach Breinigerberg transportiert. Die Strecke zwischen Breinig und Walheim (bis Bundesgrenze Schmithof) ist zurzeit betrieblich gesperrt, aber noch befahrbar. Die EVS und der AVV planen die Strecke bis Walheim und weiter bis nach Schmithof (Grenze) zu reaktivieren und für den Personenverkehr zu nutzen. Am 18. Oktober 2023 meldete die Aachener Zeitung, dass die EVS demnächst mit den Arbeiten an dem Falkenbachviadukt beginnen werde. Die Anbindung von Breinig an die Euregiobahn im Regelbetrieb sollte zunächst im Dezember 2019 erfolgen, wurde im selben Jahr jedoch auf Juli 2021 verschoben. Aufgrund der Auswirkungen der Flutkatastrophe im Sommer 2021 wurde die Strecke zwischen Stolberg Hbf und Stolberg Altstadt gesperrt, die Inbetriebnahme auch bis Breinig muss bis Mai 2026 verschoben werden. Die belgischen Eisenbahnen ziehen in Betracht, diese Strecke im Güterverkehr nach Köln zur Umgehung des Knotens Aachen zu nutzen. Die Pläne dazu sind jedoch über reine Absichtserklärungen nicht hinausgekommen.

## Streckenbeschreibung

### Stolberg (Rheinl) Hbf

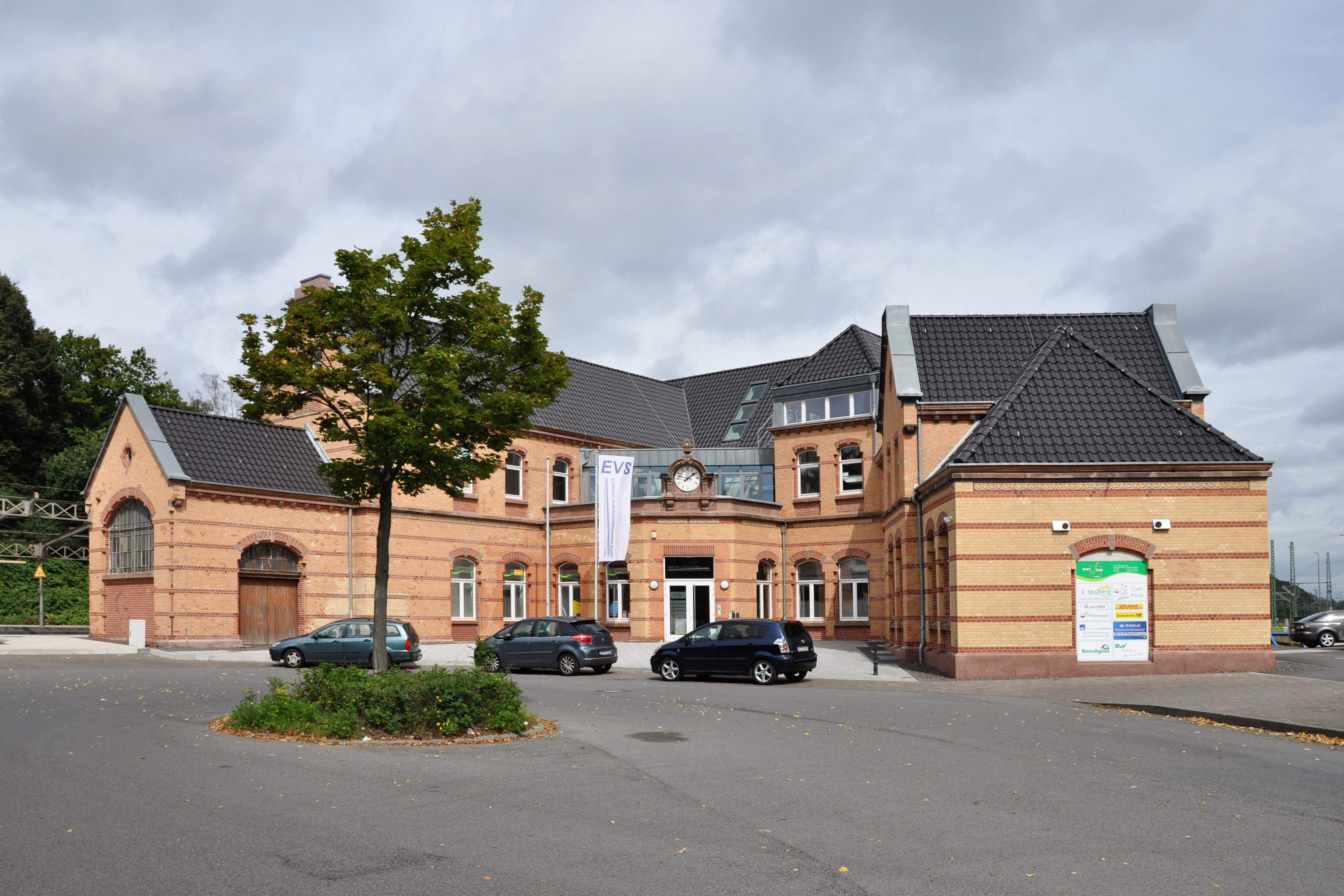
Stolberg (Rheinl) Hbf 2014

Der Stolberger Hauptbahnhof liegt an der Bahnlinie Aachen-Köln. Durch die Regionalbahn-Linie RB 20, die so genannte Euregiobahn, ist die Stadt seit dem 10. Juni 2001 mit Aachen, Eschweiler, Herzogenrath, Merkstein, Alsdorf und Heerlen verbunden. Die Haltepunkte sind neben Stolberg (Rheinl) Hbf noch Stolberg-Schneidmühle, Stolberg – Mühlener Bahnhof, Stolberg-Rathaus und Stolberg-Altstadt. Die Strecke hat ihren Ausgangspunkt am damaligen Bahnhof Stolberg (Rh.), heute Stolberg (Rheinl.) Hbf, der ebenso wie der Bahnhof Stolberg-Atsch erst 1935 in die Stadt Stolberg eingemeindet wurde, aber schon immer wie dieser im Namen Stolberg trug.
Stolberg ist seit dem 19. Jahrhundert ein Eisenbahnknotenpunkt in der Region und speziell im Aachener Revier. Hier trafen und treffen mehrere Strecken aufeinander: neben der Bahnlinie Aachen-Köln noch die Bahnstrecke Stolberg–Alsdorf–Herzogenrath, die Bahnstrecke Stolberg–Würselen–Kohlscheid, die Bahnstrecke Stolberg–Münsterbusch, die Eschweiler Talbahn, die Stolberger Talbahn und die Vennbahn. 2009 wurde für die Züge von und nach Stolberg Altstadt ein neuer Bahnsteig an dem südlich des Empfangsgebäudes am Streckenkilometer 0,2 gelegenen Gleis 27 errichtet. Am Streckenkilometer 0,9 befindet sich ein Anschlussgleis zur Firma St. Gobain (Vegla) und dort zweigte auch früher die inzwischen entfernte Strecke nach Münsterbusch ab.

### Haltepunkt Stolberg-Atsch
Der Haltepunkt Atsch lag am Streckenkilometer 1,1 in unmittelbarer Nähe zu einer Fahrbahnbrücke über die Inde und ist nicht mit dem Atscher Bahnhof an der Strecke Stolberg–Kohlscheid, jedoch im selben Stadtteil Atsch zu verwechseln. Der Haltepunkt bestand von 1954 bis zur Einstellung des Personenverkehrs auf der Strecke Ende Dezember 1961. Dort verlief bis zum 5. Oktober 1959 die Straßenbahnlinie 8 der ASEAG.

### Haltepunkt Stolberg-Schneidmühle
Der Haltepunkt Stolberg-Schneidmühle wurde 2001 zur Eröffnung der Euregiobahn am Streckenkilometer 1,2 (100 Meter südlich vom alten Haltepunkt Atsch) neu gebaut und in Betrieb genommen. Es handelt sich dabei um einen modernen Haltepunkt, ausgestattet mit Unterstellmöglichkeit und Fahrkartenautomat.

### Bahnhof Stolberg (Rheinl) Mühle / Haltepunkt Stolberg Mühlener Bahnhof

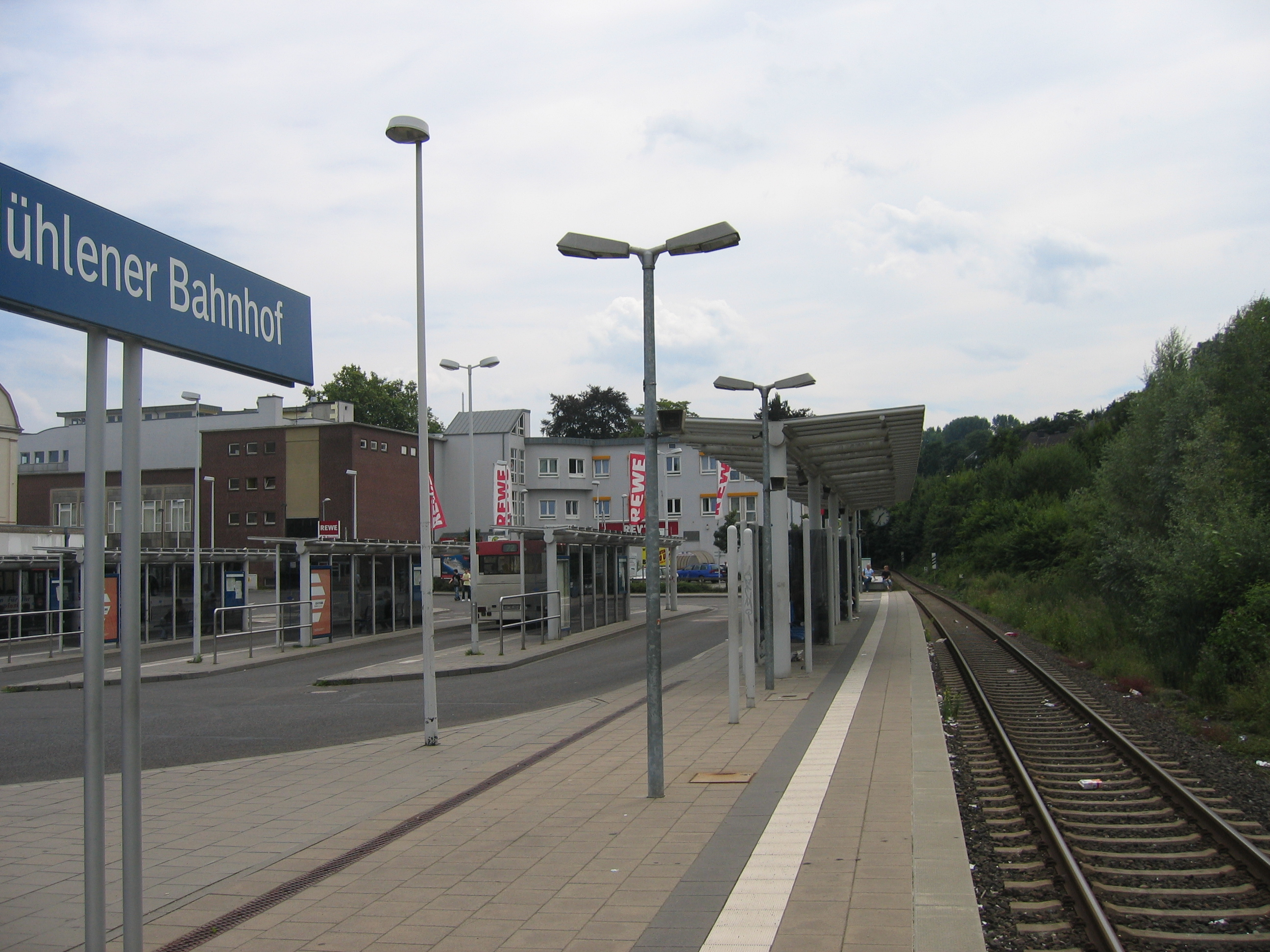
Haltepunkt Stolberg Mühlener Bahnhof

Der Bahnhof Stolberg Mühle lag am Kilometerpunkt 2,5. Das Empfangsgebäude samt Güterschuppen wurde im Mai 1882 fertiggestellt. Er erhielt in den 1910er Jahren die beiden Stellwerke Mnt und Mst. Obwohl zunächst nur für den Personenverkehr gedacht, wurde der Bahnhof später auch für den Güterumschlag genutzt. Am 14. März 1961 wurde der Streckenabschnitt Stolberg (Rheinl) Hbf – Stolberg-Hammer auf eingleisigen Betrieb umgestellt und zum 31. Dezember 1961 der Personenverkehr auf der Strecke Stolberg (Rheinl) Hbf – Walheim endgültig eingestellt. Nach gewerblicher Nutzung durch eine Glaserei wurde das Empfangsgebäude 1974 abgebrochen, sämtliche Gleisanlagen bis auf das Streckengleis zurückgebaut und auf dem Areal des Bahnhofsgebäudes ein Parkplatz errichtet.
Beim Haltepunkt Mühlener Bahnhof handelt es sich um einen modernen Haltepunkt mit großflächiger Bahnsteigüberdachung und Fahrkartenautomat. Angelegt wurde der Haltepunkt im Jahr 2001 mit der Einführung der Euregiobahn. In diesem Rahmen wurde 2001 dort ein Busbahnhof und der Haltepunkt Stolberg Mühlener Bahnhof der Öffentlichkeit übergeben.

### Haltepunkt Stolberg Rathaus

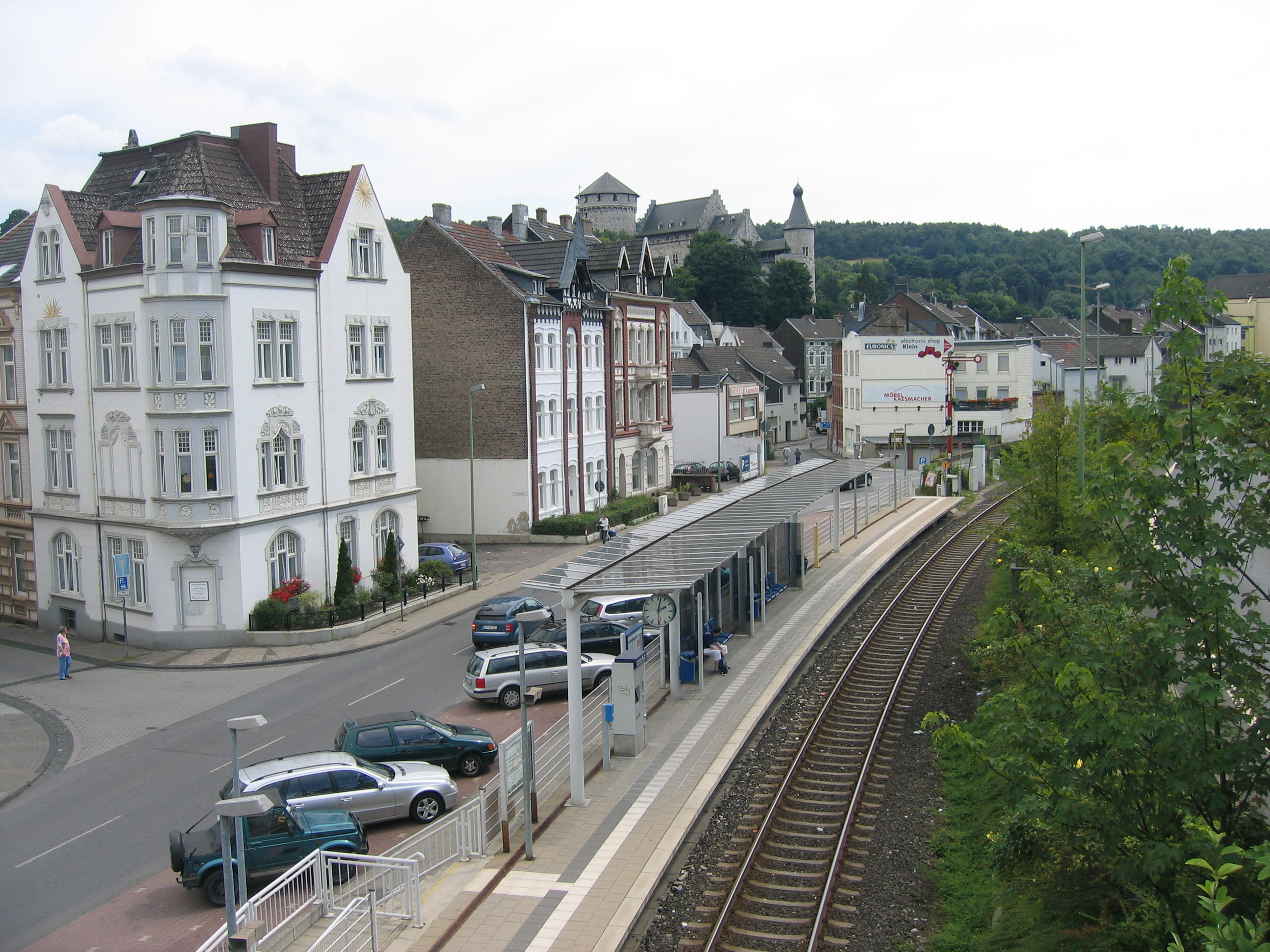
Haltepunkt Stolberg Rathaus (mit der Kortumstraße links im Bild)

Etwa 100 Meter südlich des ehemaligen Haltepunkts Stolberg Kortumstraße (km 3,1) liegt der seit der Betriebsaufnahme der Euregiobahn am 10. Juni 2001 bestehende Haltepunkt Stolberg Rathaus (km 3,2) zwischen der Europastraße und An der Krone, an der Einmündung der Kortumstraße. Der Haltepunkt an der Kortumstraße in Oberstolberg bestand von 1954 bis zur Einstellung des Personenverkehrs am 31. Dezember 1961. Wie auch die vorherigen Haltepunkte ist dieser mit einer großflächigen Bahnsteigüberdachung und Fahrkartenautomat ausgestattet.
An einem Bahnübergang beim Kilometerpunkt 3,6 befindet sich bis heute das Stellwerk Saf des Bahnhofes Stolberg-Altstadt. Das früher zum Bahnhof Stolberg Hammer gehörende Fahrdienstleiterstellwerk trug früher die Bezeichnung Shf. Mit der Eröffnung der Euregiobahn im Jahr 2001 wurde das Stellwerk in Saf umbenannt. Das Stellwerk wurde bis zur Einführung des ESTW von der EVS genutzt.

### Bahnhof Stolberg-Altstadt

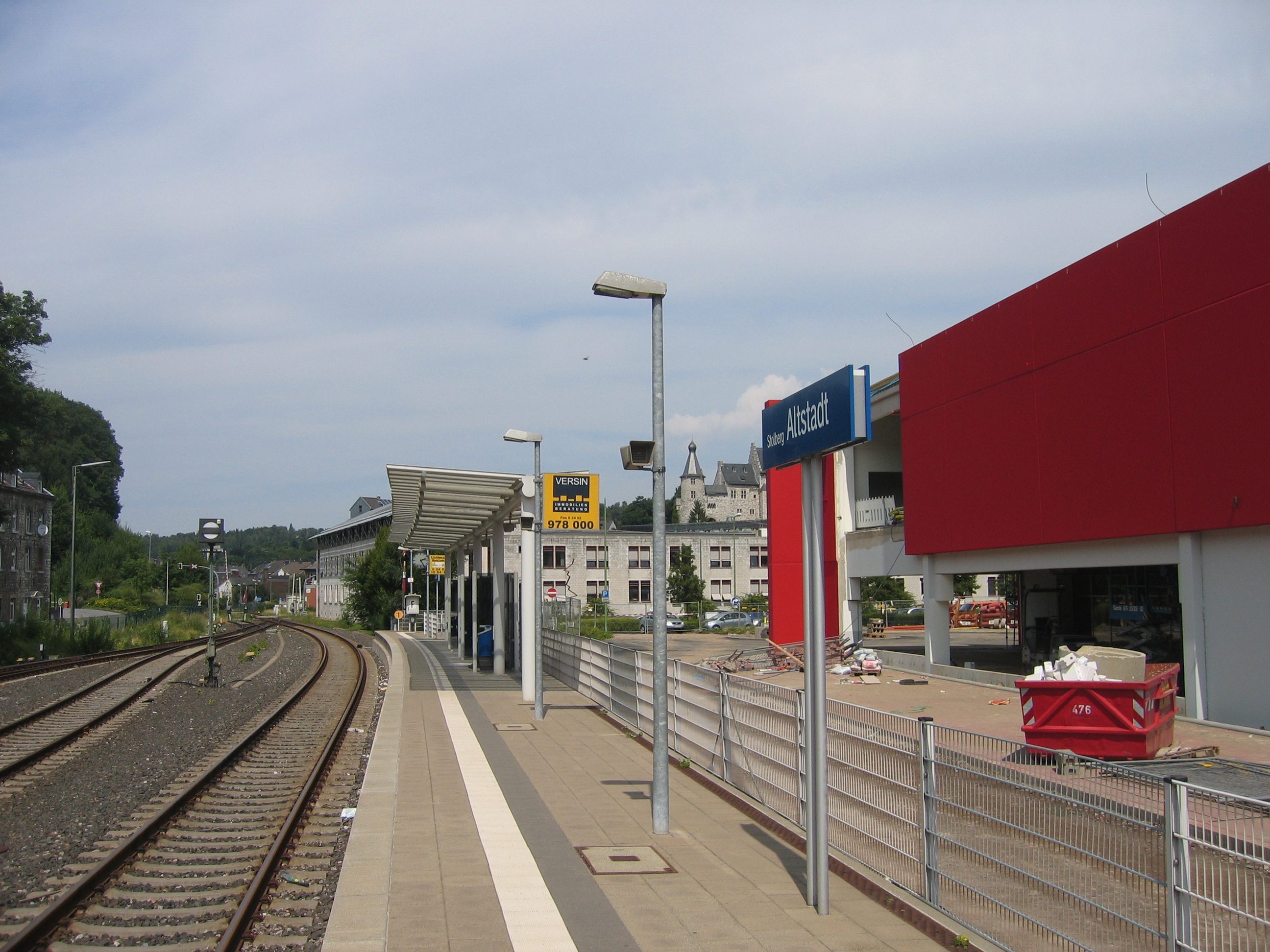
Bahnhof Stolberg-Altstadt

Dieser Bahnhof wurde ursprünglich 1881 als Bahnhof Stolberg (Rheinl) Hammer an der Stolberger Talbahn in der Nähe der Ketschenburg-Brauerei am Streckenkilometer 3,7 gebaut. Neben einem Empfangsgebäude erhielt er mehrere Personen- und Güterabfertigungsgleise sowie einen Güterschuppen. Zwischen 1907 und 1909 fand der zweigleisige Ausbau statt. 1973 wurde die Güterabfertigung, 1974 der Personenverkehr aufgegeben und 1979 das Empfangsgebäude mit angebautem Güterschuppen abgerissen und dort ein Parkplatz errichtet.
Die hauptsächliche Bedeutung des Bahnhofes bestand früher im Güterverkehr. Über den Bahnhof wurden die Industriebetriebe des Stolberger Südens an die Strecke angeschlossen. Entsprechend großzügig waren die Gleisanlagen des Bahnhofes. Unternehmen wie die Prym Werke, Dalli, die Westdeutschen Kalkwerke, die Vereinigten Blei- und Zinnwerke (eh. Berzelius GmbH), Mäurer & Wirtz und die Ketschenburg-Brauerei wurden über eigene Anschlussgleise angebunden mit den Streckenkilometrierungen 5,7 bzw. 5,9. Derzeit findet für die William Prym Werke und Mäurer & Wirtz keine Güterbedienung statt. Mäurer & Wirtz stellte den Güterverkehr über die Bahn im Jahr 1999 ein. Noch aktiv hingegen ist die Bleihütte Berzelius Stolberg, die auch heute noch regelmäßig im Güterverkehr bedient wird. Durchgeführt werden die Bedienfahrten der Bleihütte durch die RTB Cargo, die diese Transporte seit 2003 fährt. Der Bahnhof Stolberg-Altstadt wird heute noch mehrfach täglich von Güterzügen bedient.
Im Zuge der Reaktivierung für den regelmäßigen Schienenpersonennahverkehr durch die Euregiobahn wurde im Jahre 2001 der Bahnhof in Stolberg-Altstadt umbenannt. Er befindet sich in unmittelbarer Nähe zum im August 2009 eröffneten Einkaufszentrum Burg-Center Stolberg. Der Bahnhof Stolberg-Altstadt ist derzeitiger Endpunkt der Strecke im Personenverkehr. Auch hier finden sich wie bei den anderen Haltepunkten ein überdachter Bahnsteig und ein Fahrkartenautomat. Für Pendler ist ein großer Park-and-Ride-Parkplatz eingerichtet.

### Rüstbach-Viadukt

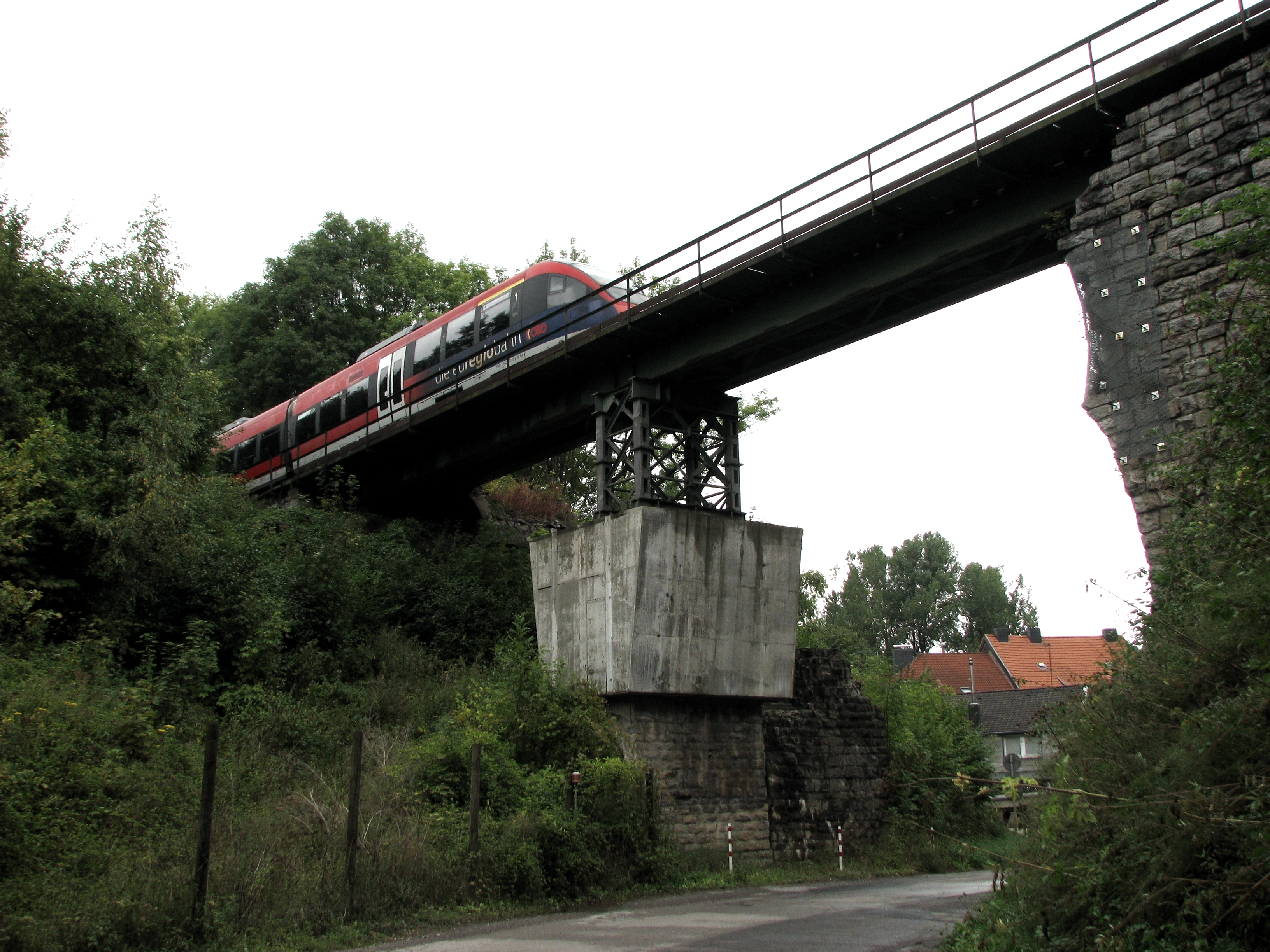
Alter Rüstbach-Viadukt (2013)

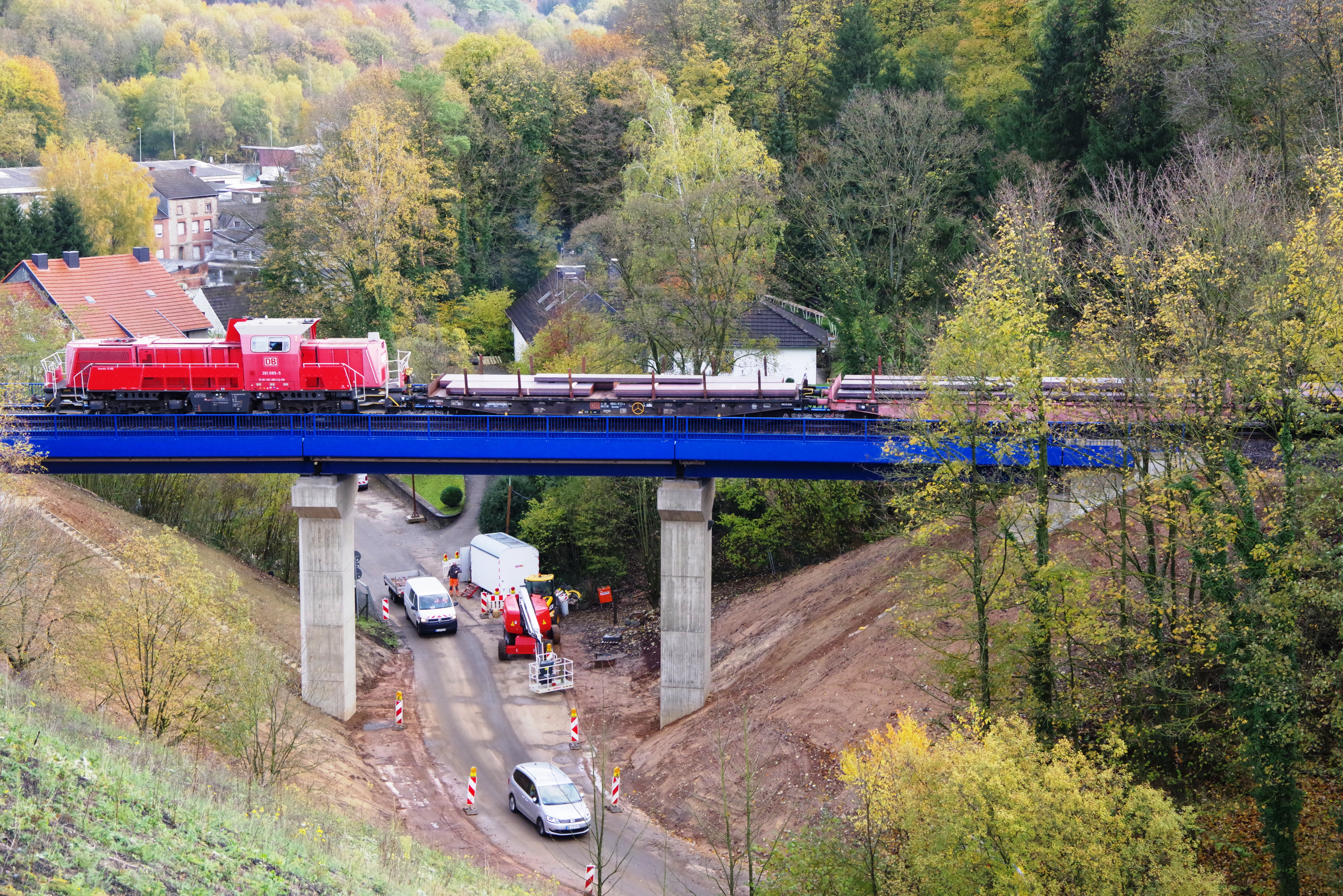
Erneuerter Rüstbach-Viadukt (2019)

Der Rüstbach-Viadukt (50° 44′ 28,5″ N, 6° 14′ 3″ O) wurde 1881 zunächst eingleisig errichtet. Erst mit dem zweigleisigen Ausbau der Strecke 1914–1918 wurde der Viadukt um einen zweiten baugleichen Viadukt ergänzt. Am 12. September 1944 wurden beide durch die deutsche Wehrmacht gesprengt, um sie für die herannahenden alliierten Truppen unpassierbar zu machen. Amerikanische Truppen reparierten den Viadukt sofort nach der Einnahme mit einer provisorischen Notbrücke, sodass es ab 2. Februar 1945 wieder eingleisig befahrbar war. Ab November 2010 erfolgte durch den Eigentümer EVS Euregio Verkehrsschienennetz eine notwendige Sanierung des Mittelpfeilers, um den weiteren Betrieb aufrechterhalten zu können. Bis März 2019 durfte der Viadukt mit 10 km/h befahren werden und wurde u. a. von Güterzügen für Schwermetall Halbzeugwerk und die Vereinigten Schotterwerke am Breiniger Berg genutzt. Am 27. März 2019 wurde der Viadukt gesprengt und ein Neubau eingeleitet. Anfang November 2019 war der Neubau fertiggestellt und am 11. November 2019 fuhr erstmals ein Güterzug über den neuen Rüstbach-Viadukt.

### Bahnhof Breinig

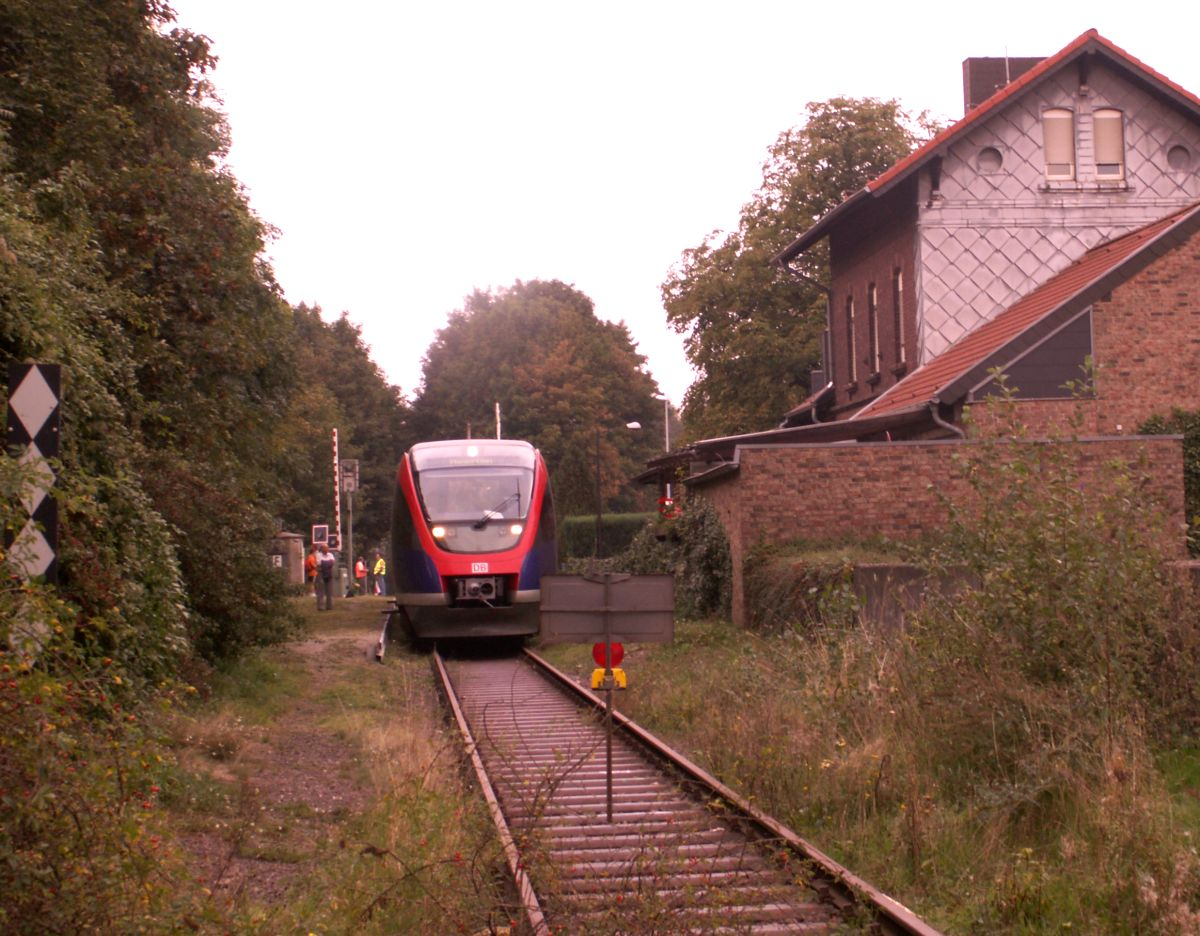
Haltepunkt Breinig

Als die Strecke von Stolberg Hammer über Breinig nach Walheim am 21. Dezember 1889 dem Verkehr übergeben wurde, hatte der Ort Breinig einen Bahnhof am Kilometerpunkt 8,9. Er erhielt um 1900 ein Stellwerksgebäude und 1906 einen Anbau am Empfangsgebäude mit einer zur Gleisseite hin offenen, etwa 60 Quadratmeter großen Wartehalle. Am 28. März 1913 erhielt der Bahnhof an der 3,1 Kilometer langen Straßenbahnlinie von Kornelimünster nach Breinig eine zusätzliche Verkehrsanbindung.
Bis 1922 wurde von der Erzgrube Cornelia Erz per Feldbahn zum Bahnhof Breinig transportiert, dort in normalspurige Waggons verladen und zum Bahnhof Aachen-Rothe Erde für die dortigen Eisenwerke gebracht.
Zwischen Stolberg und Schmithof wurde noch bis zum 31. Dezember 1961 Personenverkehr durchgeführt. Der Güterverkehr zwischen Stolberg-Mühle und Walheim-Schmithof endete am 1. Juni 1991. Die Auslastung sank stetig, sodass die Strecke schließlich bis 1989 vollständig stillgelegt und die Strecke von Aachen Rothe-Erde bis Abzw. Hahn zurückgebaut wurde. Im Bahnhof selbst wurden alle Gleise mit Ausnahme des Streckengleises in Richtung Walheim und Stolberg entfernt. Das frühere Empfangsgebäude Breinigs wurde nicht abgerissen, sondern renoviert und wird heute als Wohn- und Geschäftshaus genutzt. So ist im Gebäude eine Schuhreparatur und im angebauten Güterschuppen eine Lottoannahmestelle mit angeschlossener Postfiliale untergebracht.
2018 wurden am 24. und 25. November sowie an den Adventswochenenden wieder Fahrten der Euregiobahn zwischen Stolberg Hbf und Breinig durchgeführt.
Seit 2021 wird an der Sanierung des Streckenabschnitts bis Bahnhof Breinig gearbeitet, hierfür sind Mittel von 5.025.800 € vorgesehen, wovon 3.618.500 € durch den Zweckverband Nahverkehr Rheinland getragen werden.

### Falkenbachviadukt

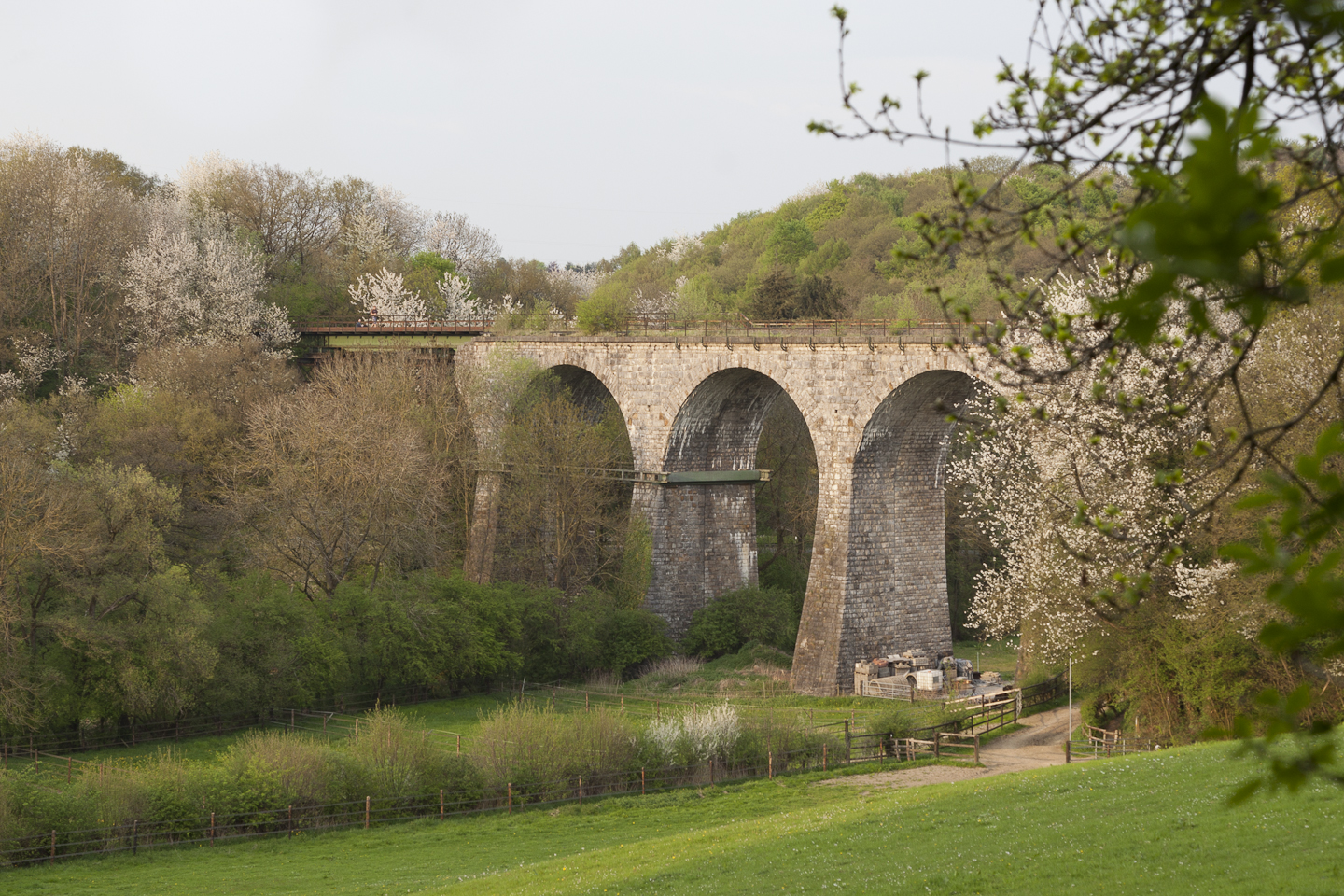
Falkenbachviadukt

Hinter Breinig befindet sich der achtbogige Falkenbachviadukt über dem Fluss Inde an der Schlausermühle. Dieser Viadukt ist etwa 145 Meter lang und an der höchsten Stelle 23 Meter hoch. Im Zweiten Weltkrieg wurden die zwei Bögen, die die Venwegener Straße überspannen, von zurückweichenden deutschen Truppen gesprengt. Nachrückende amerikanische Truppen bauten anstelle der gesprengten Bögen eine Behelfsbrücke, die heute noch existiert.

### Haltepunkt Hahn
Bis ins Jahr 1895 bestand bei km 11,2 – etwa einen halben Kilometer hinter dem Falkenbachviadukt – ein Abzweig, an dem die Strecke von Stolberg in die Strecke Aachen-Rothe Erde – Walheim (Aachener Ast der Vennbahn) mündete. Von dort aus wurde der Verkehr auf einem Gleis bis in den Bahnhof Walheim geführt. 1895 wurde wegen des hohen Verkehrsaufkommens ein eigenes Gleis für die Strecke von Stolberg parallel zum Gleis von Aachen bis zum Bahnhof Walheim verlegt, der damit zum neuen Endpunkt der Strecke wurde. 1951 wurde an der Strecke von Aachen der neue Haltepunkt Hahn eingerichtet. Erst ab 1955 wurde der am Streckenkilometer 11,7 befindliche Haltepunkt auch von Zügen von und nach Stolberg bedient und bereits 1961 wieder aufgegeben. Am Abzweig Hahn befand sich früher ein Stellwerk, das mittlerweile genauso wie der Haltepunkt abgerissen wurde.

### Bahnhof Walheim (b Aachen)

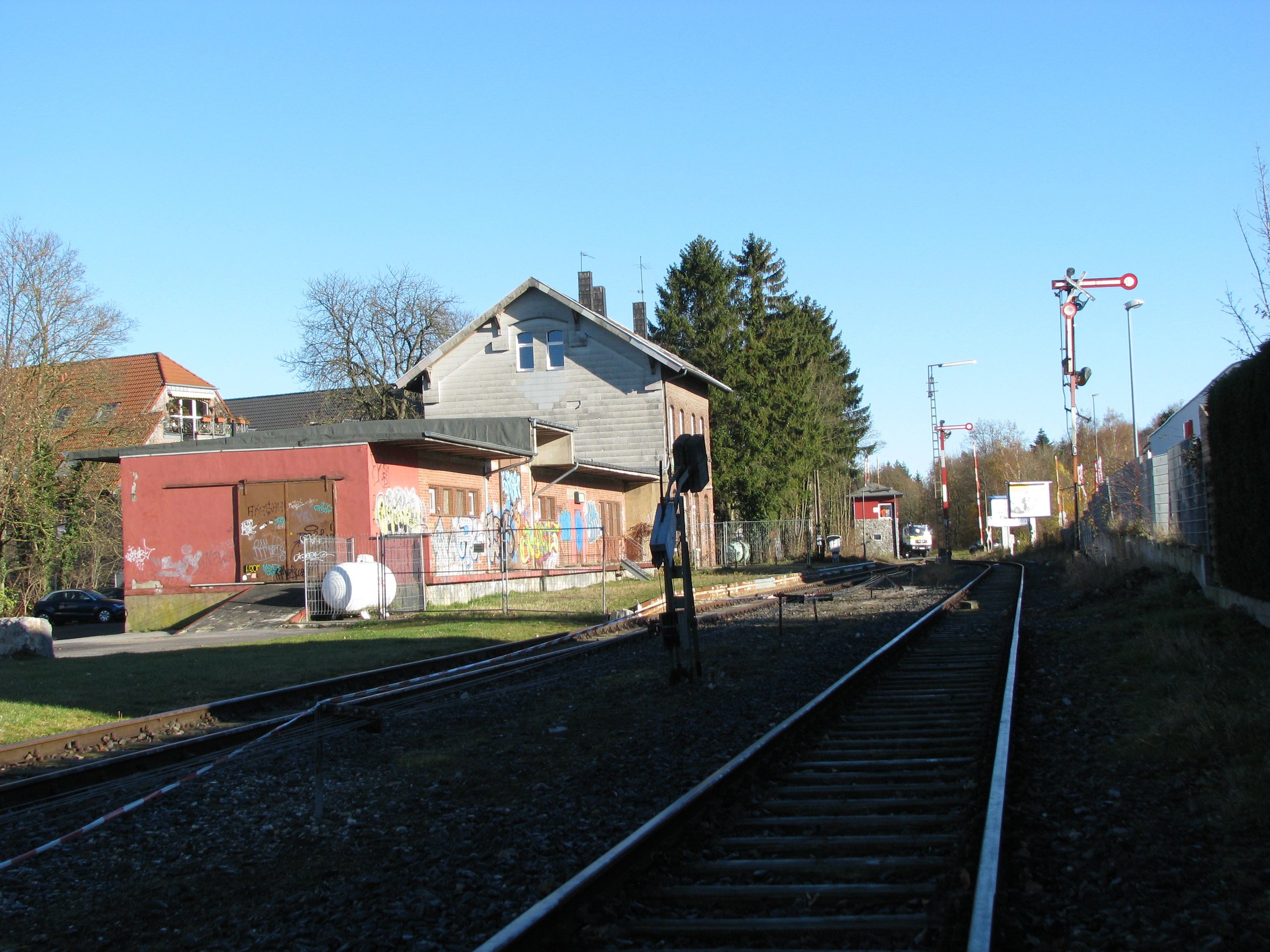
Der Bahnhof Walheim

Mit der Freigabe der Strecke von Stolberg Hammer über Breinig nach Walheim für den öffentlichen Verkehr am 21. Dezember 1889 erhielt Walheim (damals Landkreis Aachen, seit 1972 Stadt Aachen) einen Bahnhof. Zwischen 1907 und 1909 erfolgte der zweigleisige Ausbau zwischen Walheim und Stolberg. Bis nach dem Zweiten Weltkrieg war im Bahnhof Walheim ein Anschluss für das Walheimer Kalkwerk vorhanden. Für eineinhalb Jahre (zwischen dem 29. Mai 1960 und 31. Dezember 1961) war der Bahnhof Walheim der Endbahnhof im Personenverkehr. Zwischen dem Zweiten Weltkrieg und 1960 wurden die nach Schmithof weiterführenden Züge von Walheim aus geschoben, da in Schmithof keine Umsetzmöglichkeit bestand.
Die Preußische Staatsbahn bekam am 12. Mai 1894 per Ministererlass die Genehmigung zur eigenständigen Einfädelung der Strecke Stolberg – Breinig – Walheim in den Bahnhof Walheim und zu dessen Erweiterung. Ein 1,97 Kilometer langes Gleis wurde zu diesem Zweck am 6. Juli 1895 in Betrieb genommen, wodurch die Strecken Walheim – Stolberg und Walheim – Rothe Erde parallel und voneinander unabhängig in den Bahnhof Walheim einmündeten und die Abzweigstelle Hahn aufgelassen werden konnte. Zur Führung von Zügen mit Lademaßüberschreitung wurde der Bahnhof Walheim – auch aus militärischen Gründen (Kalter Krieg) – bis in die frühen 1990er Jahre in Betrieb gehalten. Erst nach dem Umbau des Gemmenicher Tunnels war die Bereithaltung der Strecke über Walheim nicht mehr erforderlich.
Seit 2007 bemüht sich der Verein Eisenbahnfreunde Grenzland e. V. (EFG) um den Erhalt der Strecke Stolberg – Raeren (– Eupen) und möchte den Bahnhof Walheim als sogenannten Museumsbahnhof Walheim restaurieren und erhalten.
Das frühere Empfangsgebäude des Bahnhofs Walheim ist heute noch erhalten, wenn auch bereits ein Anbau niedergerissen wurde. Das Gebäude mit dem verbliebenen Güteranbau wird privat genutzt. Von den Gleisanlagen ist lediglich das Streckengleis Stolberg – Raeren und ein Umfahrgleis erhalten geblieben. Teile des Bahnhofsgeländes sind mittlerweile überbaut. Der Schrankenposten an der Schleidener Straße und das Walheimer Stellwerk, wie auch eine Reihe Flügelsignale sind noch existent. Bei dem Walheimer Fahrdienstleiterstellwerk Wf handelt es sich um ein mechanisches Stellwerk.

### Haltepunkt Schmithof
Der Haltepunkt Schmithof wurde zwischen 1927 und dem 2. Oktober 1932 wegen der Folgen des Ersten Weltkriegs als Grenzhaltepunkt Deutschlands gebaut. Er lag am Kilometerpunkt 15,1 und hatte eine einfache Bauweise mit einem Seitenbahnsteig und einem kleinen Stationsgebäude. In der Zeit vom Ende des Zweiten Weltkrieges im Mai 1945 bis zum 29. Mai 1960 war der Haltepunkt Schmithof die Endstation im Personenverkehr auf der deutschen Seite der Bahnstrecke. Nach dem Verlassen des Haltepunktes überquert die Trasse die Frennetstraße; weiter verläuft die Strecke nahezu geradlinig in südwestlicher Richtung durch den Münsterwald. Dort passiert die Strecke die deutsch-belgische Grenze bei km 17,3.